# Пьетро (епископ Санта Руфина)
Пьетро (Pietro, также известный как Petrus II) — католический деятель X-XI веков. Сын Марозии, сестры папы Бенедикта VIII и Иоанна XIX, двоюродный брат Бенедикта IX, внук графа Тускулумского Григория I.
Провозглашен кардиналом-епископом Сильва Кандида (или Санта-Руфина) в 1025, или 1026 году. Участвовал в Римском Синоде 1026. Три дня спустя, 17 декабря 1026 года, он получил привилегию быть законным представителем папы римского (в моменты его болезни) перед императором Священной Римской Империи. Упоминается в папской булле, изданной папой Бенедиктом IX в пользу церкви во Флоренции, в которой он подтвердил привилегию. Канцлер и библиотекарь Святой Римской Церкви во время понтификата папы Бенедикта IX.